# Dwór w Jaszkowej Górnej
Dwór w Jaszkowej Górnej – zabytkowy dwór w Jaszkowej Górnej – wsi sołeckiej, w Polsce, w województwie dolnośląskim, w powiecie kłodzkim, w gminie Kłodzko.

## Historia
Renesansowy dwór wzniesiony w 1521 przez Hansa Daniela von Hennigsdorf jako wieża mieszkalna, do której w latach 1570-1576 dobudowano dwukondygnacyjny budynek mieszkalny, podwyższony później o jedno piętro. 
W XVIII w. przebudowano szczyt wieży. W 1945 dwór został uszkodzony. W latach siedemdziesiątych XX w. po przeprowadzonym wcześniej remoncie w budynku były magazyny Muzeum Ziemi Kłodzkiej w Kłodzku.

## Architektura
Dwór to trzykondygnacyjna budowla nakryta wysokim dachem dwuspadowym. Podzielone pilastrami elewacje zachowały resztki dekoracji sgraffitowej. W budynku zachowały się kamienne, renesansowe obramienia okien i drzwi, a także skromny portal z frontonem ozdobionym herbem von Hennigsdorf, z datą rozpoczęcia budowy 1570 oraz inicjałami właściciela GD - Georga Daniela von Henningdorf. Wnętrza dworu są dwutraktowe. Na piętrze zachowały się polichromowane belki stropowe.
Dwór jest częścią zespołu dworskiego w Jaszkowej Górnej, w  skład którego wchodzą jeszcze: stajnia (obecnie budynek mieszkalny) z pierwszej połowy XVII w., kuźnia z pierwszej połowy XIX w., spichlerz z 1843, owczarnia (obecnie magazyn) z 1849, owczarnia (obecnie obora) z 1843 i ogrodzenie z bramą z XVI-XIX w.

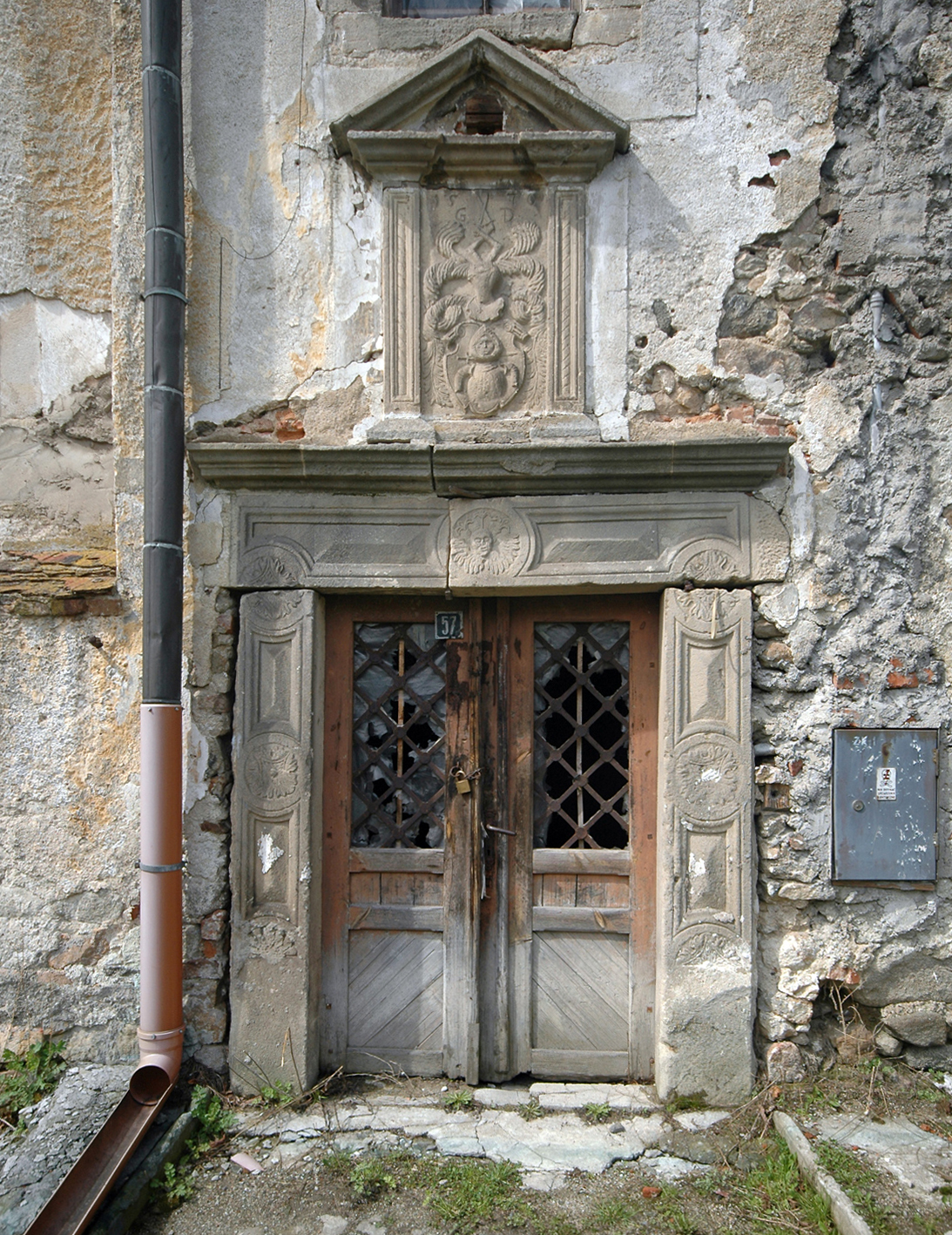
Portal z herbem  Hennigdorf
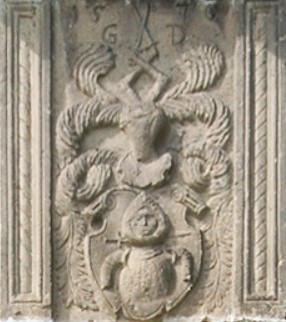
Fronton z herbem Hennigdorf
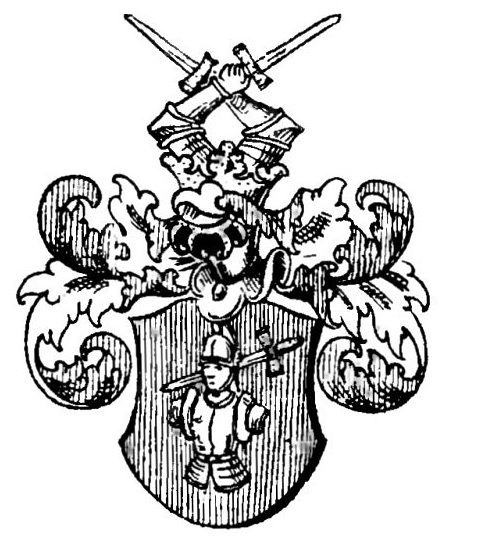
Herb von Hennigsdorf
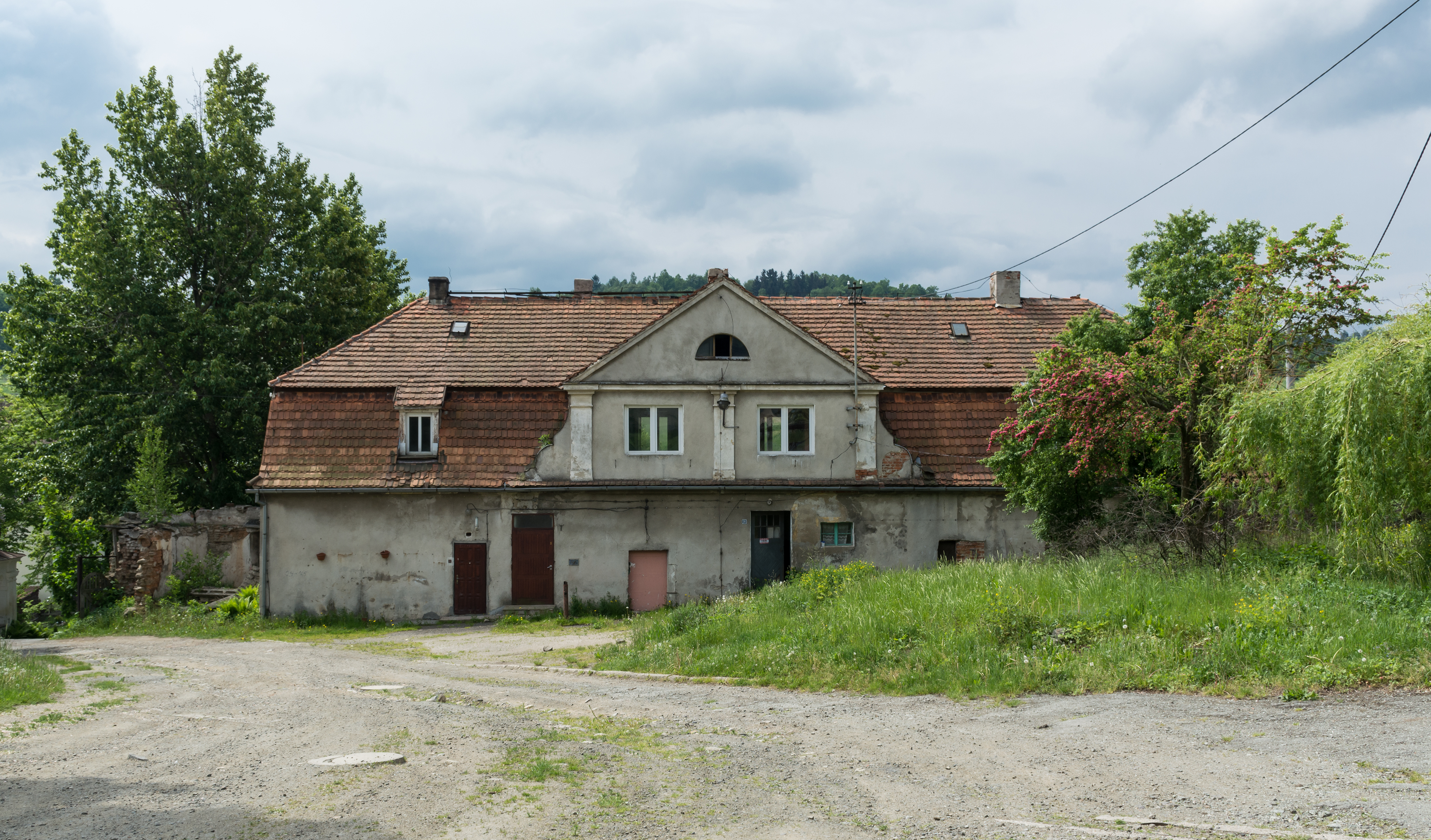
Oficyna